# Пигинская
Пигинская — деревня в Няндомском районе Архангельской области.

## География
Находится в юго-западной части Архангельской области на расстоянии приблизительно 34 км на восток-северо-восток по прямой от административного центра района города Няндома на северо-восточном берегу озера Большое Мошинское.

## История
В 1873 году здесь было учтено 5 дворов, в 1905 — 7. Тогда деревня входила в Каргопольский уезд Олонецкой губернии. До 2022 года входила в Мошинское сельское поселение до его упразднения.

## Население
Численность населения: 24 человека (1873 год), 37 (1905), 0 как в 2002 году, так и в 2010.